# Erispora parasitica
Erispora parasitica är en svampart som beskrevs av Pat. 1922. Erispora parasitica ingår i släktet Erispora, divisionen sporsäcksvampar och riket svampar.   Inga underarter finns listade i Catalogue of Life.